# Goro (Bénin)
Pour les articles homonymes, voir Goro.
Goro est l'un des sept arrondissements de la commune de Tchaourou dans le département du Borgou au Bénin.

## Géographie
L'arrondissement de Goro est situé au nord-est du Bénin et compte 3 villages que sont Goro I, Goro II et Goro III.

## Démographie
Selon le recensement de la population de 2013 conduit par l'Institut national de la statistique et de l'analyse économique (INSAE), Goro compte 6 283 habitants .